# Liste des films soviétiques sortis en 1941
Cet article présente une liste des films produits en Union soviétique en 1941.

## 1941
| 1941                                                             |                             |                                    |                             |                    |
| L'Île mystérieuse                                                | Таинственный остров         | Edouard Adolfovitch Pentsline (ru) |                             |                    |
| Mascarade                                                        | Маскарад                    | Serguei Guerassimov                |                             |                    |
| La Force de la vie resssorti sous le titre La Vie au zoo en 1946 | ru:Жизнь в зоопарке (фильм) | Aleksandr Zgouridi]                | ru:Жизнь в зоопарке (фильм) | Aleksandr Zgouridi |